# Igrejinha (kommun)
Igrejinha är en kommun i Brasilien.   Den ligger i delstaten Rio Grande do Sul, i den södra delen av landet, 1 600 km söder om huvudstaden Brasília. Antalet invånare är 31 663.
Följande samhällen finns i Igrejinha:
- Igrejinha

I omgivningarna runt Igrejinha växer huvudsakligen savannskog. Runt Igrejinha är det tätbefolkat, med 383 invånare per kvadratkilometer.